# La Celle-Guenand
La Celle-Guenand település Franciaországban, Indre-et-Loire megyében. Lakosainak száma 381 fő (2022. január 1.). La Celle-Guenand Betz-le-Château, Charnizay, Ferrière-Larçon, Le Grand-Pressigny, Paulmy, Le Petit-Pressigny és Saint-Flovier községekkel határos.

## Népesség
A település népességének változása:
| Lakosok száma | 509  | 365  | 412  | 371  | 382  | 375  | 372  | 369  | 369  | 381  |
|               | 1968 | 1982 | 1990 | 2006 | 2013 | 2015 | 2017 | 2019 | 2020 | 2022 |